# Paula García Ávila
Paula García Ávila (* 24. März 1992 in Almuñécar) ist eine ehemalige spanische Handballspielerin, die für die spanische Nationalmannschaft auflief.

## Karriere

### Im Verein
Paula García Ávila begann das Handballspielen in ihrer Geburtsstadt bei BM Almuñécar. Im Jahr 2009 wechselte sie mit ihrer damaligen Mitspielerin Irene Espínola Pérez zu Elda Prestigio, der für die beiden Spielerinnen eine Ausbildungsentschädigung von annähernd 8000 Euro am Ausbildungsverein entrichten musste. Im Jahr 2010 gab die Kreisläuferin ihr Debüt in der höchsten spanischen Spielklasse. Im selben Jahr verletzte sich García Ávila bei einem Freundschaftsspiel gegen die norwegische Mannschaft Tertnes IL am Kreuzband, weshalb sie bis zum Saisonbeginn 2011/12 pausieren musste.
Paula García Ávila schloss sich im Jahr 2012 dem spanischen Erstligisten Helvetia BM Alcobendas an. In der Saison 2014/15 stand die Rechtshänderin beim französischen Erstligisten Union Mios Biganos-Bègles unter Vertrag, mit dem sie den EHF Challenge Cup gewann. Anschließend schloss sie sich dem spanischen Erstligisten CB Atlético Guardés an. Nachdem Paula García Ávila später zum Ligakonkurrenten Rincón Fertilidad Málaga gewechselt war, schloss sie sich im Sommer 2018 dem rumänischen Erstligisten CS Gloria 2018 Bistrița-Năsăud. Ein Jahr später verließ die Kreisläuferin wieder den Verein und kehrte zu Rincón Fertilidad Málaga zurück. Mit Rincón Fertilidad Málaga gewann sie 2020/2021 den EHF European Cup. Nach der Saison 2021/22 beendete García Ávila ihre Karriere bei Rincón Fertilidad Málaga, für den sie während ihrer Karriere in 200 Spielen insgesamt 415 Treffer erzielte.

### In Auswahlmannschaften
Paula García Ávila lief anfangs 30-mal für spanische Jugendnationalmannschaft sowie 43-mal für die spanische Juniorinnennationalmannschaft auf. Im Jahr 2016 errang sie mit der spanischen Studentenauswahl die Goldmedaille bei der Universitäts-Weltmeisterschaft. Mittlerweile gehört sie dem Kader der spanischen A-Nationalmannschaft an. Ihre erste Turnierteilnahme mit der spanischen Auswahl war bei der Weltmeisterschaft 2017 in Deutschland. Bei den Mittelmeerspielen 2018 konnte sie mit Spanien ihren ersten Titel feiern. Außerdem nahm sie im selben Jahr an der Europameisterschaft teil.